# وگا تاموتیا
وگا تاموتیا (به انگلیسی: Vega Tamotia) (زاده ۷ می ۱۹۸۵) بازیگر هندی است.
از کارهای معروف او می‌توان به بازی در فیلم چیتاگونگ، آسمان و ساروجا اشاره کرد.